# Атальское
Атальское — озеро на северо-западе Тверской области, расположенное на территории Пеновского района.
Находится в западной части района в 44 км к северо-западу от районного центра, поселка Пено. Высота над уровнем моря — 234,9 метров. Площадь водной поверхности — 1,36 км². В Атальское впадает протока, вытекающая из озера Обретенье. Площадь водосбора — 28,3 км². Восточная часть озера протокой соединена с озером Заболотье. На Атальском находится остров длиной около 500 метров. На берегу озера расположена деревня Рябкино.

## Данные водного реестра
По данным государственного водного реестра России относится к Верхневолжскому бассейновому округу, водохозяйственный участок реки — Волга от истока до Верхневолжского бейшлота, речной подбассейн реки — Волга до Рыбинского водохранилища. Речной бассейн реки — (Верхняя) Волга до Куйбышевского водохранилища (без бассейна Оки).
Код водного объекта в государственном водном реестре — 08010100111110000000285.